# Sohn
Chris Taylor, beter bekend als Sohn, is een muzikant uit Wenen. Hij is geboren en getogen in Londen, waar hij het soloproject Trouble over Tokyo uitbouwde. In 2012 besloot hij te verhuizen naar Wenen en verder te gaan onder de artiestennaam Sohn. Zijn eerste ep, The Wheel, verscheen op 5 november 2012. Op 19 april 2013 werd bekend dat hij een platencontract had getekend bij het label 4AD. In 2014 volgde dan zijn debuutalbum Tremors, waarbij het nummer "Artifice" als single werd uitgebracht.
Verder verzorgde hij ook producties voor onder anderen Lana Del Rey. Met de Britse housegroep CamelPhat maakt hij in 2023 een nieuwe versie van zijn nummer Rennen.

## Discografie

### Albums
| Jaar | Titel   |
| ---- | ------- |
| 2014 | Tremors |
| 2017 | Rennen  |
| 2022 | Trust   |

### Ep's
| Jaar | Titel     |
| ---- | --------- |
| 2012 | The Wheel |

### Singles
- 2013: "Bloodflows"
- 2013: "Lessons"
- 2014: "Artifice"
- 2014: "The Chase"
- 2016: "Signal"
- 2016: "Conrad"
- 2016: "Rennen"
- 2017: "Hard Liquor"
- 2018: "Hue/Nil"
- 2018: "Unfold" (met Ólafur Arnalds)

- Bibliothèque nationale de France: cb16917538h (data)
- Gemeinsame Normdatei: 1066604142
- International Standard Name Identifier: 0000 0004 3393 7764
- Library of Congress Control Number: no2014058859
- MusicBrainz: 8014af67-1b04-4123-8b02-6ca85840c514
- Virtual International Authority File: 308246656
- WorldCat: E39PBJyhgP3bKhDG3FkTh6kqwC